# De Paradijsvogel
De Paradijsvogel (ondertitel: Relaas van een amorele tijd) is een sleutelroman van Louis Paul Boon uit 1958. Er treden vier verschillende ik-vertellers in op: een seriemoordenaar gebaseerd op John Christie, een verzamelaar van vrouwenfoto's, een actrice gebaseerd op Marilyn Monroe en een geest die door de mond van een bokser spreekt over een amoreel tijdperk.

## Vorm
De roman heeft een vrij complexe structuur met een meervoudig vertelperspectief. Er zijn vier verschillende ik-vertellers en een vijfde verteller die de monologen aaneenrijgt. 

## Inhoud

### Overkoepelend verhaal
Het overkoepelende verhaal speelt zich in het heden af in Klooster, een gevaarlijke wijk in de stad Taboe. De heer Wadman gaat op bezoek in het huis van E.H. Ramadhoe, Beauty Kitt en Vulcan Fiber. De eerste drie doen hun persoonlijke levensgeschiedenis uit de doeken; de vierde fungeert als spreekbuis van een geest uit een ver verleden.

### De heer Wadman
De heer Wadman is een kalende man met een zwaargehoornde bril, gebaseerd op de Engelse seriemoordenaar John Christie. Hij woont in de Donkere Sparstraat in Klooster. Als kind zag hij zijn leeftijdsgenoten onaneren. Hij werd uitgelachen omdat hij in gezelschap van een meisje last had van tijdelijke impotentie. Tijdens de Eerste Wereldoorlog raakte hij gewond toen een verdwaalde bom op de bioscoop viel waar hij werkte. Daarna werd hij nachtwaker, en uiteindelijk bediende, bij een grote transportfirma. Voor de buitenwereld leek hij een voorbeeldig lid van de samenleving en een goede echtgenoot, maar in werkelijkheid ontpopte hij zich tot seriemoordenaar. Zijn eerste slachtoffer was Edith, een joodse prostituee bij wie hij een illegale abortus uit wilde voeren. Daarna lokte hij vrouwen zijn huis in als naaktfotograaf. Voor de moord op zijn bovenbuurvrouw werd haar echtgenoot Berens onschuldig veroordeeld (zoals in werkelijkheid Timothy Evans). In het totaal vermoordde hij negen vrouwen, meestal door wurging. Een van hen was zijn eigen vrouw Lucienne (Ethel), die hem op heterdaad betrapt had. Zijn slachtoffers begroef hij meestal onder de rozenstruiken in zijn tuin, soms na het bedrijven van necrofilie. Hij werd gearresteerd, maar kon door de onoplettendheid van de politie gewoon terug naar buiten wandelen en naar het huis Feniks vluchten.

### E.H. Ramadhoe
Eerwaarde Heer Ramadhoe is een dominee in het huis Feniks in de Kromme Sabelstraat. Hij maakt een studie "De Vrouwen van Taboe", die sterk lijkt op de Fenomenale Feminatheek van Louis Paul Boon zelf.

### Beauty Kitt
Beauty Kitt is een actrice van wie de biografie sterk lijkt op die van Marilyn Monroe. Ze is geboren in Klooster als buitenechtelijk kind. Haar vader was een zatlap die acht dagen na haar geboorte stierf. Haar moeder werd opgesloten in een gekkenhuis. Beauty Kitt groeide op in twaalf verschillende pleeggezinnen. Op haar zevende woonde ze met een pleegmoeder, een getuige van Jehova, in het huis van de heer Wadman, die haar verkrachtte. Ze trouwde drie keer: als minderjarige met Jan Horty (James Dougherty), dan met de beroemde bokser Vulcan Fiber (Joe DiMaggio), en ten slotte met haar mentor E.H. Ramadhoe (Arthur Miller). Ze trok naar Hemelland (Hollywood), waar de Big Boss (Darryl F. Zanuck) haar lanceerde als filmdiva en sekssymbool. Andere actrices die ze ontmoette, waren Gerda Gate (Jane Russell) en Lolo Bird (Gina Lollobrigida). Op het einde verschanste ze zich voor de roddelpers in het huis Feniks, dat ze gekocht had van E.H. Ramadhoe. (In tegenstelling tot Marilyn Monroe pleegt Beauty Kitt geen zelfmoord, Monroe leefde immers nog in 1958.)

### Tubal-Kain
Door de mond van bokser Vulcan Fiber spreekt Tubal-Kain, een geest uit een ver verleden. Hij vertelt hoe drie generaties kinderen uit de stad Taboe verbannen werden. Zij werden de bergen in gestuurd met de vage belofte dat ze daar de goddelijke Paradijsvogel zouden vinden. De enige overlever van de eerste zending was Irad, zoon van de priester. De enige uit de tweede zending was Zilla. Irad stichtte een amorele samenleving, waar de mensen naakt rondliepen en incest en bestialiteit toegestaan waren. Irad en Zilla kregen twee zonen, Lamech en Jabal, en verschillende dochters, waarvan de jongste Ada heette. Uit de derde zending overleefden Noéma en haar jongere broer Tubal-Kaïn. Lamech versloeg Jabal in een gevecht om Noéma. Deze laatste verzette zich tegen de amorele samenleving. Ze begon een lendendoek te dragen met daarop een paradijsvogel in de vorm van een naar boven wijzende driehoek, en vermoordde Irad. Daarna leidden Noéma en Tubal-Kain als profeten hun volk terug naar Taboe, het Beloofde Land. Tubal smokkelde zijn geliefde Ada mee in het tabernakel, maar zij sterft onderweg. Daar geloofde niemand dat zij de verbannen kinderen waren, dus veroverden ze het land met geweld. Ze bouwden een nieuwe tempel voor de Paradijsvogel, die ze voortaan de Feniks noemden.

### Ontknoping
Op het einde vluchten de vier helden naar de kelder van het huis Feniks - eigenlijk de tempel uit het verhaal van Tubal-Kain - met een ondergrondse poel. Ze worden achtervolgd door een hysterische meute die op zoek is naar Wadman en/of Beauty Kitt. Wadman verdrinkt zichzelf, het huis stort in en ook de anderen sterven.

## Kritiek
Destijds waren de recensies overwegend negatief.
Ton Neelissen in Elseviers Magazine: "Het religieverhaal is goed, maar door op onze tijd te moeten groeien is het te betogend en onecht van bedoeling geworden. Het uitvoerig uitweiden over Hemelland (Hollywood!) is banaal en goedkoop."
Kees Fens in De Linie: "Hier wordt de rotheid opgestapeld, tout court. Systematisch als in een magazijn. Nog ervan afgezien, dat dat vervelend is, het is ook oneerlijk. Het is wreed en mensonterend."
Tegenwoordig wordt De Paradijsvogel echter bij Boons betere werken gerekend. Zo noemen W. L. Bouthoorn en Helmut Salden het "zijn meesterstuk".

## Ontstaan en symboliek
De verhaallijnen zijn ontstaan als afzonderlijke ideeën. Voor het Antwerpse bedrijfsweekblad Thomson's Post maakte Boon de reeks "Vrouwen van ons Rome" over onder anderen Marilyn Monroe. Daarnaast wilde hij een roman schrijven over John Christie en een sprookje over het ontstaan van de godsdiensten. In een brief aan Raymond Herreman schreef Boon het volgende over zijn beslissing om deze ideeën te combineren: 
"Ik heb al mijn overschot bijeengeraapt, en toegevoegd aan een confrontatie tussen Marilyn Monroe en John Christie, en dat onder de titel De Paradijsvogels naar mijn uitgever gestuurd. Hij vindt het het mooiste boek dat ik ooit gemaakt heb (misschien zegt hij het wel om mij moed te geven)."
De roman bestaat uit korte hoofdstukjes die gescheiden worden door een tekening van een paradijsvogel in de vorm van een driehoek die soms naar boven wijst en soms naar beneden of een combinatie van de twee. De naar boven wijzende driehoek staat symbool voor de gerichtheid op het goddelijke, de naar beneden wijzende voor gerichtheid op het aardse. 
Door een verhaal over het ontstaan van godsdienst te combineren met een verhaal over Marilyn Monroe stelt Boon dat filmsterren de nieuwe iconen zijn die aanbeden worden in plaats van de oude goden.

## Verwijzingen
1. 1 2  Kris Humbeeck e.a., Nawoord in Louis Paul Boon. Verzameld Werk deel 13, Amsterdam, 2010.
2. ↑  https://web.archive.org/web/20160303035218/http://www.lpboon.net/index.php?page=uitgave_biblio&id=24